# Karla Kolesarić
Karla Kolesarić (Bjelovar, 1884. - Bjelovar, 1967.) - hrvatska književnica
Rođena je u Bjelovaru 1888. godine. Pisala je u razdoblju nakon Prvog svjetskog rata te za vrijeme Drugog svjetskog rata. Najviše je pisala za djecu te je osim priča i pripovijesti, za najmlađe pisala i dramske igre te glazbeno-scenske igrokaze. Dramska jednočinka „Ciganska radost i žalost“ Karle Kolesarić prvi put je izvedena u Bjelovaru 15. svibnja 1926. godine. Njeno najpoznatije djelo je zbirka „Priče i pripovijetke s Plitvičkih jezera“ koja je prvi put objavljena u Zagrebu 1931. godine, a ilustracije je naslikao cijenjeni hrvatski slikar i strip majstor Andrija Maurović. Knjiga je ponovno objavljena 2019. u izdanju naklade „Ognjište“. Cijela knjiga koncipirana je u obliku osam kratkih priča koje bajkovito opisuju nastanak Plitvičkih jezera i njihovih imena učeći o istinskim vrijednostima.
Sudjelovala je u pokretanju Almanaha Društva hrvatskih književnica (1938.). Svoje radove objavljivala je u časopisima: „Almanah”, „Bilogora”, „Hrvatski planinar”, „Hrvatski radiša” i dr. Bavila se socijalnim i humanitarnim radom. Svirala je klavir i nastupala u predstavama.
Njezin suprug bio je pukovnik Slavoljub Eduard Kolesarić, gradonačelnik Bjelovara 1943. godine. Odstupio je s dužnosti zbog bolesti.
Pokopana je na groblju svetog Andrije u Bjelovaru.